# Альд Мануций
Альд Ману́ций (Старший) (итал. Aldo Manuzio, лат. Aldus Pius Manutius; 1449, Бассиано — 6 февраля 1515, Венеция) — итальянский гуманист, издатель и книгопечатник, работавший в Венеции. Основатель издательского дома Альда, просуществовавшего около ста лет.
Альд особенно известен изданием древнегреческих авторов (Аристотеля, Аристофана, Софокла, Еврипида, Геродота, Фукидида, Плутарха, Ксенофонта, Демосфена, Платона и др.). Рукописи проходили тщательную подготовку. Созданная Мануцием в 1500 году «Новая Академия» объединяла тридцать виднейших учёных, которые обсуждали каждое издаваемое сочинение с целью подготовки его критического издания.
Прославился выпуском книг малого формата (ин-октаво), набранных чётким и ёмким шрифтом (курсивом), которые получили широкую популярность. Борясь с подделками своих изданий, стал использовать издательскую марку.
Известным издателем стал и его сын Паоло, а внук — Альд Мануций Младший (также печатник) — прославился введением стандартизованной системы пунктуации.

## Ранние годы
Мануций родился в Бассиано в Папской области (ныне провинция Латина), в 100 км к югу от Рима, в эпоху итальянского Ренессанса.
Семья его была богатой, благодаря чему Мануций получил блестящее образование в духе гуманизма, изучая латынь в Риме у Гаспарино из Вероны, а греческий в Ферраре у Гуарино из Вероны.
В 1482 году он поселился в Мирандоле вместе со своим другом и сокурсником, знаменитым Джованни Пико. Там они прожили 2 года, занимаясь публикацией исследований по греческой литературе. Перед тем как уехать во Флоренцию, Пико устроил Мануция на должность учителя своих племянников, Альберто и Лионелло Пио, принцев Карпи. Альберто Пио снабдил Мануция деньгами для открытия типографии и выделил землю в Карпи. В свои ранние годы Мануций служил учителем во многих знаменитых герцогских домах Италии.

## Достижения в книгопечатании
Ведущий издатель и типограф венецианского позднего Ренессанса, Альд ввел четкую схему дизайна книги, разработал первый образец курсива, ввел в употребление маленькие карманные издания (ин-октаво), и применил некоторые инновации в переплетном деле и дизайне для использования в общей схеме издания.
Он поручил Франческо Гриффо вырезать наклонный шрифт, известный ныне как курсив.
Он и его внук Альд Мануций Младший, также типограф, считаются учредителями стандартизованной системы пунктуации.

## Издательская марка и девиз
В 1501 году Альд начал использовать свою издательскую эмблему в виде дельфина, обвивающегося вокруг якоря. Однако его издания классиков были настолько популярны, что эмблему «Дельфин и якорь» почти немедленно украли французские и итальянские издатели. Альд позаимствовал рисунок с реверса античных римских монет, выпущенных во время правления императоров Тита и Домициана (80—82). Эмблема «Дельфин и якорь» связана с девизом «Festina lente» (Поспешай медленно), который Альд начал использовать еще в 1499 году, когда получил римскую монету с этим девизом и символом от Пьетро Бембо.

## Шрифты
Шрифты, разработанные Франческо Гриффо по заказу Альда Мануция, включают в себя: Bembo, Poliphilus, Garamond, а также переработанные Германом Цапфом Palatino и Aldus.

## Греческие классики
Мануций стремился сберечь античную греческую литературу через печать наиболее значительных книг. Он ввел в употребление индивидуальные или карманные издания на греческом и латинском языках, которые могли иметь все. Ученые восхищались этими изданиями и той деятельностью, которую он развернул для редактирования античных текстов.
До Мануция античные греческие тексты издавались только в четырех городах Италии: Милане — грамматика Константина Ласкариса, Эзоп, Феокрит, греческая Псалтирь и Исократ, между 1476 и 1493 годами; Венеции — Мануила Хрисолора в 1484 году; Виченце — репринтные издания грамматики Ласкариса и Erotemata, в 1488 и 1490 годах; и Флоренции — издание Гомера Лоренцо де Аполы в 1488 году. Из этих работ только три были классическими: миланские Феокрит и Исократ, и флорентийский Гомер.
В 1490 году Мануций поселился в Венеции. Город в то время был не только крупным издательским центром, он имел также огромную библиотеку греческих манускриптов из Константинополя, и в нем проживали греки, которые могли помочь с переводом. Вскоре по приезде Мануций напечатал Геро и Леандр Мусея Грамматика, Galeomyomachia и греческую Псалтирь. Он назвал их «Предтечи греческой библиотеки». Он начал собирать вокруг себя греческих филологов и наборщиков, набрал в типографию 30 работников-греков, дома говорил по-гречески. На греческом языке давались и указания наборщикам и переплётчикам, на нём же писались предисловия к изданиям. Кипрские греки проверяли листы книг, вычитывали гранки, давали образцы каллиграфии для греческого шрифта.
В 1495 году Мануций выпустил первый том сочинений Аристотеля. Еще четыре тома собрания вышли в 1497—1498 годах. Девять комедий Аристофана появились в 1498 году. Фукидид, Софокл и Геродот продолжили серию в 1502 году, Греческая история Ксенофонта и Еврипид — в 1503 году, Демосфен — в 1504 году. Вероятно, в этот период в типографии Мануция обучался иеромонах Макарий, основавший позднее типографию в Ободе близ Цетине, на которой напечатаны первые книги на сербском и румынском языках.
Вторая итальянская война, тяжело отразившаяся на Венеции, приостановила на время работы Мануция. В 1508 году он возобновил серию изданием второстепенных греческих ораторов, однако в 1509 году появились малые сочинения Плутарха. Затем случилась новая задержка, когда лига Камбре отбросила Венецию к её лагунам, и все силы республики были сосредоточены на борьбе не на жизнь, а на смерть, с объединёнными силами Европы. В 1513 году Мануций издает Платона, посвятив его папе Льву X в предисловии, в котором противопоставляет бедствия войны и несчастья Италии возвышенным и безмятежным предметам студенческой жизни. Издание Пиндара, Исихия и Афинея последовало в 1514 году. В конце своей жизни Мануций предпринял издание Септуагинты, никогда прежде не печатавшейся; она увидела свет уже после его смерти, в 1518 году.
Кроме редактирования классических греческих текстов по манускриптам, Мануций переиздавал сочинения, напечатанные первоначально во Флоренции, Риме и Милане, иногда корректируя и уточняя тексты.
Для продвижения греческих исследований, Мануций в 1502 году основал сообщество эллинистов под названием «Новая Академия». Её правила были написаны по-гречески, члены обязаны были общаться на греческом языке, имена их были эллинизированы, а официальные титулы тоже были греческими. Членами «Новой академии» были Эразм Роттердамский и англичанин Томас Линакр.
Когда Мануций умер, оставив в неотъемлемое владение миру греческую литературу, он был беден. Его наследники с таким же энтузиазмом продолжили его дело, напечатав первые издания Павсания, Страбона, Эсхила, Галена, Гиппократа и Лонгина.

## Латинские и мировые классики
Типография Мануция печатала также латинских и итальянских классиков. Азоланские беседы Бембо, собрание сочинений Полициано, Гипнэротомахия Полифила, Божественная комедия Данте, стихи Петрарки, собрания ранних латинских поэтов христианской эпохи, письма Плиния Младшего, стихи Джованни Понтано, Аркадия Якопо Саннадзаро, Квинтилиан, Валерий Максим, Сентенции Эразма были изданы или впервые, или с невиданным ранее качеством печати и бумаги между 1495 и 1514 годами. Для этих итальянских и латинских изданий Мануций применял элегантный шрифт, который носит теперь его имя. Говорят, что он был скопирован с почерка Петрарки, и отлит под руководством Франческо Гриффо из Болоньи, которого Антонио Паницци перепутал с художником Франческо Франча.
Мануций стремился к высокому качеству печати и дизайна книг, а также к тому, чтобы они при этом были недорогими. Его предприятие непрерывно сталкивалось с трудностями из-за забастовок работников, нечистоплотной конкуренции и военных действий.
Издание Вергилия в 1501 году, известное первым употреблением курсива, вышло увеличенным тиражом (1000 экземпляров вместо обычных 200 или 500).

## Женитьба и личная жизнь
В 1505 году Мануций женился на Марии, дочери Андреа Торресано из Азолы. Торресано к тому времени уже приобрел типографию, основанную Николя Жансоном в Венеции. Таким образом, женитьба Мануция объединила два крупных издательских предприятия. С тех пор имена Aldus и Asolanus стояли рядом на титульных страницах изданий Мануция; а после его смерти в 1515 году Торресано и двое его сыновей продолжали дело, пока не выросли дети Мануция. Эмблема «Дельфин и якорь» вместе с девизом «Поспешай медленно», который указывал на быстроту, соединенную с тщательностью исполнения великого проекта, никогда полностью не покидали Дома Альда вплоть до его прекращения в третьем поколении владельцев.

## Инновации
Мануций хотел создать формат книг ин-октаво таким, чтобы их легко можно было носить в кармане мужской верхней одежды или в сумке, это длинные узкие libri portatiles из каталога 1503 года, прообраз современных книг карманного формата. Альдинское издание Opera Вергилия (1501) было первым произведением в этом формате.
В своем вступительном письме к Пьетро Бембо в издании Вергилия 1514 года, Альд написал: «Я позаимствовал малый размер, идею карманной книги, в вашей библиотеке, точнее в библиотеке вашего любезнейшего отца».
Мануций создал такой тип шрифта как курсив, на право эксклюзивного использования которого в течение многих лет получил патент, хотя честь изобретения следовало бы приписать не ему, а изготовителю шрифтов Франческо Гриффо. Все его шрифты были вырезаны великолепным Гриффо, пуансонистом, который создал первый латинский шрифт на основе изучения классических римских прописных букв. Однако, Мануций использовал курсив не для того, чтобы выделять слова, как мы это делаем сейчас, а из-за узкой и убористой формы букв, что позволяло более экономно использовать пространство листа (больше слов на странице, меньше страниц, меньше затраты на издание) для издания книг малого формата.
Мануций считается также первым типографом, который применил точку с запятой. В 1566 году его внук, Альд Мануций Младший, издал первую книгу о принципах пунктуации — Orthographiae Ratio.